# Egidio Duni

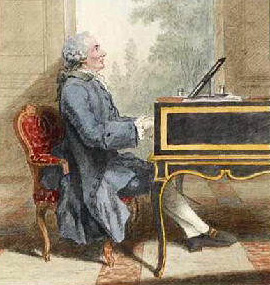
Egidio Duni, målad av Carmontelle omkring 1760.

Egidio Romualdo Duni, född den 11 februari 1708 i Matera, Basilicata, död den 11 juni 1775 i Paris, var en italiensk operakompositör.
Duni var lärjunge av Durante, besegrade 1735 Pergolesi vid en tävling i Rom, blev 1746 musiklärare vid hovet i Parma och flyttade 1757 till Paris. Hans i allmänhet taget sirliga och fina stil var företrädesvis lämplig för den glada operan, som vars grundläggare han jämte Monsigny och Philidor kan räknas.  
Bland hans många operor är följande givna i Sverige: Ninette à la cour (1755; "Bondflickan på hofvet", 1793), Le peintre amoureux de son modèle (1757; "Målaren kär i sin modell", 1782), Le milicien ("Soldaten", samma år), Les deux chasseurs et la laitière (1763; "De två jägarne och mjölkflickan", 1780) och La clochette (1766; "Klockan", 1786).